# Danny O'Shea
Danny O'Shea (* 15. června 1945, Ajax, Ontario) je bývalý kanadský hokejový útočník. Kanadu reprezentoval na Zimních olympijských hrách 1968 v Grenoblu, kde získal bronzovou medaili.
V NHL odehrál za týmy Minnesota North Stars, Chicago Blackhawks a St. Louis Blues celkem 370 zápasů v základní části, ve kterých vstřelil 64 gólů a zaznamenal 115 asistencí. V play-off ve 39 zápasech přidal 3 góly a 7 asistencí.
Jeho bratr Kevin byl též lední hokejista a hrál NHL.